# Lissonota punctor
Lissonota punctor är en stekelart som beskrevs av Aubert 1976. Lissonota punctor ingår i släktet Lissonota och familjen brokparasitsteklar. Inga underarter finns listade i Catalogue of Life.